# レキヌル (潜水艦)
レキヌル (Rechinul) はルーマニア海軍の潜水艦。
1938年から1943年にかけて「マルスィヌル」とともにルーマニア国内で建造された。設計は、ヴェルサイユ条約の制限を回避するためにドイツ資本によって設立され、潜水艦などの建造を行っていたオランダのNV Ingenieurskantoor voor Scheepsbouwであり、ドイツのIA型潜水艦に近いものであったが多少小型であった。
1938年起工。1941年5月5日進水。この時は「S1」と称された。1943年5月9日就役。艦長は、潜水艦「デルフィヌル」の艦長を務めたCorneliu Lungaであった。
1944年4月20日、「レキヌル」は最初の任務に出発した。最初はトルコ沖での訓練となっており、その通りにトルコ方面へ向かったが、枢軸側のクリミア失陥の際に参戦するようトルコが連合国側から圧力を受けているということで命令を受けてゾングルダク沖で配置に着いた。しかし、トルコの参戦はないとのことで、「レキヌル」はバトゥミ・ノヴォロシースク間での敵艦攻撃を命じられた。それは、枢軸側のクリミア撤退に対するソ連側の動きの阻害が目的であった。クリミアからの撤退が完了すると、「レキヌル」は5月15日にコンスタンツァに帰投した。
次の出撃（1944年6月15日から7月29日）での任務はコーカサス沿岸でのソ連艦艇の動きを報告することであった。「レキヌル」は何度か爆雷攻撃を受け、6月28日の攻撃では軽微な漏水が生じた。
ルーマニアが枢軸国側から離反して連合国側についた後、ソ連が保有する。1951年8月に返還されたが、条約で作戦可能な潜水艦の保有は禁じられていたため再就役することはなく、1959年に解体された。
- 排水量：水上585トン、水中680トン[4]
- 長さ：58m[3]
- 幅：5.6m[3]
- 速力：水上17ノット、水中9ノット[3]
- 兵装：533㎜魚雷発射管6（前部4、後部2）、クルップ88㎜砲1、エリコン20㎜砲1他[3]
- 乗員：45[3]